# 新莱茵报：民主派机关报

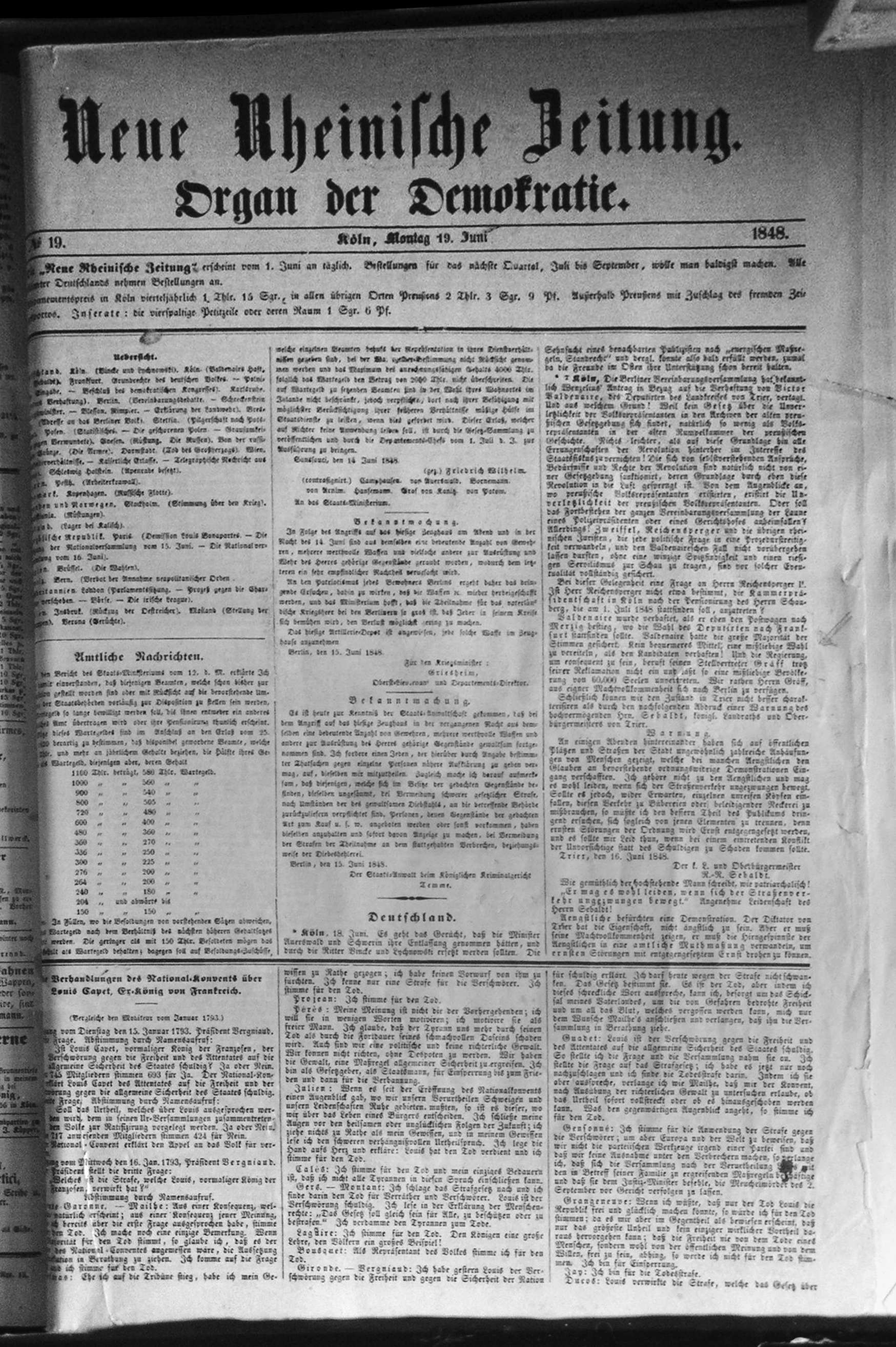
1848年6月19日的《新莱茵报》。

《新莱茵报：民主派机关报》（德語：Neue Rheinische Zeitung. Organ der Demokratie），简称《新莱茵报》，是1848年—1849年普魯士王國革命时期中，民主派中的无产阶级一翼发表的战斗机关报。它于1848年6月1日至1849年5月19日每天在科隆出版。《新莱茵报》的主编为马克思，其他参与编辑的有恩格斯、威廉·沃尔夫、格·维尔特、斐·沃尔弗、恩·德朗克、斐·弗莱里格拉特和亨·毕尔格尔斯等人。很多马克思写于1848-1849年期间的著作最初都是发表在《新莱茵报》上的，如《雇佣劳动与资本》。
1849年5月，普鲁士政府对《新莱茵报》的编辑进行政治迫害，致使该报被迫停刊。

## 评价
列宁称《新莱茵报》是“革命无产阶级最好的机关报”，是马克思与恩格斯在1848—1849年时期中创办的最突出的报纸。

## 外部連結
- 1848-49年報章合輯, PDF文件（英文）
- 馬克思和恩格斯時所登載的文章 （页面存档备份，存于）（英文）
- 1848年革命百科關於報章的詞條（英文）
- 文章存稿 （页面存档备份，存于）（德文）